# エルクレス・ブリット・ルアス
ブリット（Brito）ことエルクレス・ブリット・ルアス（Hércules Brito Ruas、1939年8月9日）は、ブラジル出身の元同国代表サッカー選手。FIFAワールドカップに2大会連続で出場した。

## 経歴
CRヴァスコ・ダ・ガマでデビューし、半年間のSCインテルナシオナルへの移籍を挟んで、14年間に渡り在籍した。その後は、ボタフォゴなど国内のクラブを転々とした後、ベネズエラに渡った。その後、ブラジルのリヴェルFCで現役を引退した。

## 代表歴
代表では、キャリアを通じて46試合に出場した。また、1966 FIFAワールドカップ、1970 FIFAワールドカップに2大会連続で出場し、1970年大会ではヴィウソン・ピアッザと共にCBのレギュラーを務め、優勝に貢献した。